# Olympic Council of Asia
Der Olympic Council of Asia (kurz OCA; deutsch: Olympischer Rat Asiens) ist ein Sportverband in Asien mit derzeit 45 Nationalen Olympischen Komitees als Mitglieder. Derzeit ist Randhir Singh kommissarischer Präsident. Die ältesten Mitglieder sind aus Japan und von den Philippinen, die 1911 vom IOC aufgenommen wurden. Osttimor hingegen ist das jüngste Mitglied, welches 2003 hinzu kam. Verbandssitz des OCA, das Mitglied der Vereinigung der Nationalen Olympischen Komitees ist, ist Kuwait-Stadt im Emirat Kuwait.

## Mitglieder

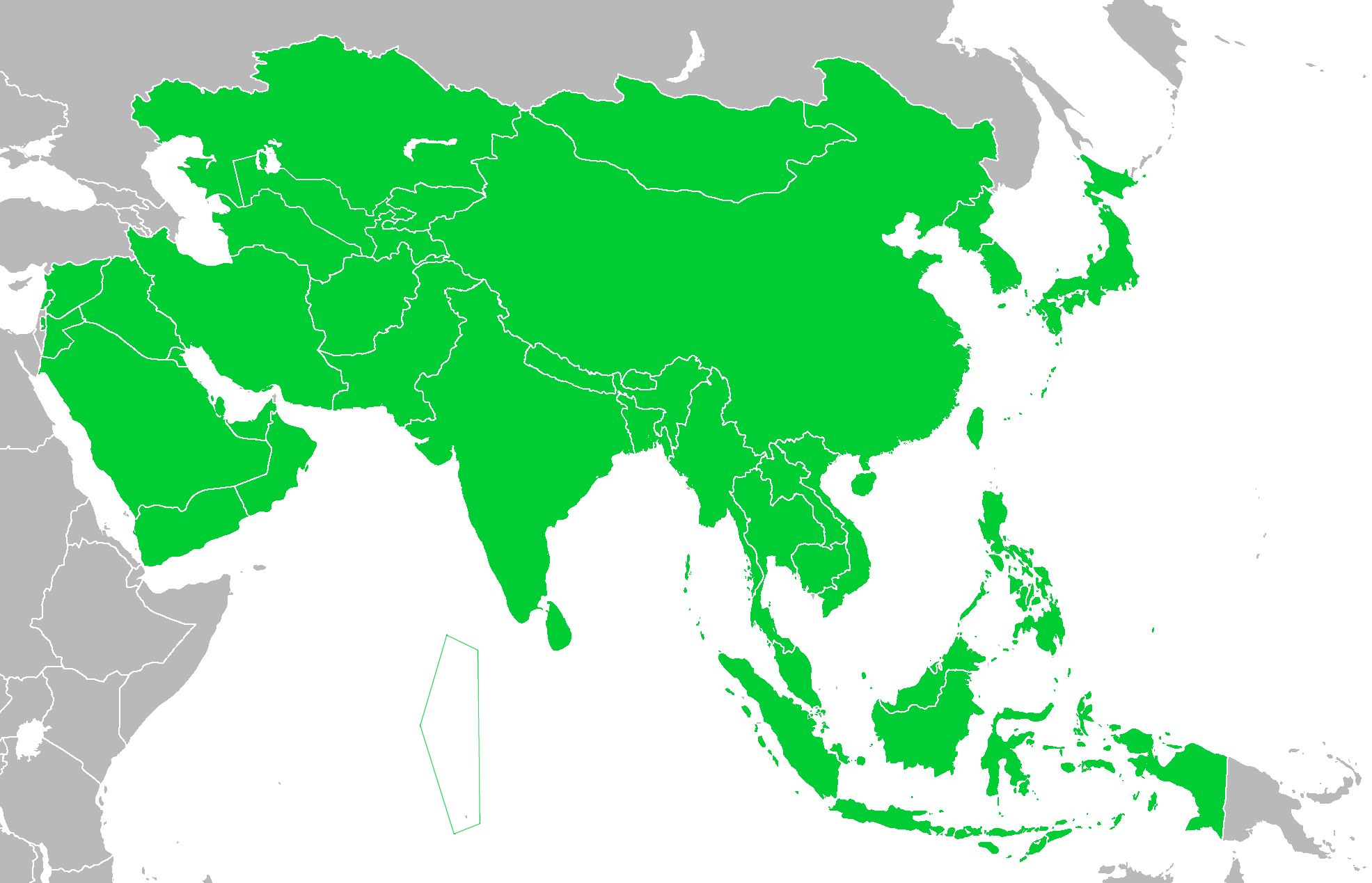
Mitglieder des OCA

| Inhaltsverzeichnis A B C D E F G H I J K L M N O P Q R S T U V W X Y Z |

| Nation                       | Kürzel | Nationales Olympisches Komitee                                                      | Gründung |
| ---------------------------- | ------ | ----------------------------------------------------------------------------------- | -------- |
| A                            |        |                                                                                     |          |
| Afghanistan                  | AFG    | Afghanistan National Olympic Committee                                              | 1935     |
| B                            |        |                                                                                     |          |
| Bahrain                      | BRN    | al-Ladschna al-ulimbiyya al-bahrainiyya                                             | 1978     |
| Bangladesch                  | BAN    | Bangladesh Olympic Association                                                      | 1979     |
| Bhutan                       | BHU    | Bhutan Olympic Committee                                                            | 1983     |
| Brunei                       | BRU    | Brunei Darussalam National Olympic Council                                          | 1984     |
| C                            |        |                                                                                     |          |
| Volksrepublik China          | CHN    | Zhongguo Aolinpike Weiyuanhui                                                       | 1979     |
| Chinesisch Taipeh            | TPE    | Zhonghua Aolinpike Weiyuanhui                                                       | 1960     |
| H                            |        |                                                                                     |          |
| Hongkong                     | HKG    | Sports Federation and Olympic Committee of Hong Kong China                          | 1950     |
| I                            |        |                                                                                     |          |
| Indien                       | IND    | Indian Olympic Association                                                          | 1927     |
| Indonesien                   | INA    | Komite Olahraga Nasional Indonesia                                                  | 1946     |
| Irak                         | IRQ    | al-Ladschna al-ulimbiyya al-wataniyya al-ʿiraqiyya                                  | 1948     |
| Iran                         | IRI    | National Olympic Committee of the Islamic Republic of Iran                          | 1900     |
| J                            |        |                                                                                     |          |
| Japan                        | JPN    | Nippon Orinpikku Iinkai                                                             | 1911     |
| Jemen                        | YEM    | al-Ladschna al-ulimbiyya al-yamaniyya                                               | 1971     |
| Jordanien                    | JOR    | al-Ladschna al-ulimbiyya al-urdunniyya                                              | 1957     |
| K                            |        |                                                                                     |          |
| Kambodscha                   | CAM    | National Olympic Committee of Cambodia                                              | 1983     |
| Kasachstan                   | KAZ    | Qasaqstan Respublikassy Ulttyq Olimpiadalyq komiteti                                | 1990     |
| Katar                        | QAT    | al-Ladschna al-ulimbiyya al-qatariyya                                               | 1979     |
| Kirgisistan                  | KGZ    | Kyrgys Respublikassynyn uluttuk olimpiada komiteti                                  | 1991     |
| Kuwait                       | KUW    | al-Ladschna al-ulimbiyya al-kuwaitiyya                                              | 1957     |
| L                            |        |                                                                                     |          |
| Laos                         | LAO    | National Olympic Committee of Lao                                                   | 1975     |
| Libanon                      | LIB    | Lebanese Olympic Committee                                                          | 1947     |
| M                            |        |                                                                                     |          |
| Macau                        | MAC    | Comité Olímpico e Desportivo de Macau 1                                             | 1989     |
| Malaysia                     | MAS    | Olympic Council of Malaysia                                                         | 1953     |
| Malediven                    | MDV    | Maldives Olympic Committee                                                          | 1985     |
| Mongolei                     | MGL    | Nationales Olympisches Komitee der Mongolei                                         | 1956     |
| Myanmar                      | MYA    | National Olympic Committee of Myanmar                                               | 1947     |
| N                            |        |                                                                                     |          |
| Nepal                        | NEP    | Nepal Olympic Committee                                                             | 1962     |
| Nordkorea                    | PRK    | Olympic Committee of the Democratic People’s Republic of Korea                      | 1953     |
| O                            |        |                                                                                     |          |
| Oman                         | OMA    | al-Ladschna al-ulimbiyya al-ʿumaniyya                                               | 1982     |
| Osttimor                     | TLS    | Comité Olímpico Nacional de Timor-Leste                                             | 2003     |
| P                            |        |                                                                                     |          |
| Pakistan                     | PAK    | Pakistan Olympic Association                                                        | 1948     |
| Palästina                    | PLE    | al-Ladschna al-ulimbiyya al-filastiniyya                                            | 1995     |
| Philippinen                  | PHI    | Philippine Olympic Committee                                                        | 1911     |
| S                            |        |                                                                                     |          |
| Saudi-Arabien                | KSA    | al-Ladschna al-ulimbiyya al-ʿarabiyya as-saʿudiyya                                  | 1964     |
| Singapur                     | SIN    | Singapore National Olympic Council                                                  | 1947     |
| Sri Lanka                    | SRI    | National Olympic Committee of Sri Lanka                                             | 1937     |
| Südkorea                     | KOR    | Korean Olympic Committee                                                            | 1946     |
| Syrien                       | SYR    | al-Ladschna al-ulimbiyya as-suriyya                                                 | 1948     |
| T                            |        |                                                                                     |          |
| Tadschikistan                | TJK    | Kumitai millii olimpii Todschikiston                                                | 1992     |
| Thailand                     | THA    | Olympic Committee of Thailand                                                       | 1948     |
| Turkmenistan                 | TKM    | Türkmenistanyň Milli Olimpiýa komiteti                                              | 1990     |
| U                            |        |                                                                                     |          |
| Usbekistan                   | UZB    | Oʻzbekiston Milliy Olimpiya qoʻmitasi                                               | 1992     |
| V                            |        |                                                                                     |          |
| Vereinigte Arabische Emirate | UAE    | al-Ladschna al-ulimbiyya al-wataniyya bi-Daulat al-Imarat al-ʿarabiyya al-muttahida | 1979     |
| Vietnam                      | VIE    | Uỷ ban Olympic Việt Nam                                                             | 1976     |